# Politimester Striks
 Politimester Striks  er leder af politiet i Andeby og ven af Mickey Mouse. Mickey er en god detektiv, og han hjælper derfor ofte Striks med at fange forbryderne i Andeby, der ofte er Sorteper eller Sorte Slyngel. Han blev skabt af Floyd Gottfredson og blev senere fast figur i Paul Murrys historier.